# Аланап
Алана́п (рос. Аланап) — село у складі Верхньобуреїнського району Хабаровського краю, Росія. Адміністративний центр Аланапського сільського поселення.

## Населення
Населення — 227 осіб (2010; 362 у 2002).
Національний склад (станом на 2002 рік):
- росіяни — 83 %